# Ejido Guadalajara
Ejido Guadalajara är en ort i Mexiko.   Den ligger i kommunen Mexicali och delstaten Baja California, i den nordvästra delen av landet, 2 100 km nordväst om huvudstaden Mexico City. Ejido Guadalajara ligger 26 meter över havet och antalet invånare är 557.
Terrängen runt Ejido Guadalajara är mycket platt. Runt Ejido Guadalajara är det glesbefolkat, med 19 invånare per kvadratkilometer. Närmaste större samhälle är San Luis Río Colorado, 13,2 km sydost om Ejido Guadalajara. Trakten runt Ejido Guadalajara består till största delen av jordbruksmark.